# Вулиця Євгена Чикаленка (Київ)
Ву́лиця Євге́на Чикале́нка — вулиця у Шевченківському районі міста Києва (місцевість Старий Київ). Пролягає від Прорізної вулиці до площі Українських Героїв.
Прилучаються вулиця Богдана Хмельницького, бульвар Тараса Шевченка, вулиці Гетьмана Павла Скоропадського та Велика Васильківська.

## Історія
Частина вулиці між Прорізною вулицею та бульваром Тараса Шевченка виникла у 1840-х роках і мала назву Єлизаветинська, на честь російської імператриці Єлизавети Петрівни. З 1869 року — Новоєлизаветинська. Заключна частина вулиці сформувалася на початку 1870-х років, коли було продано та забудовано пустир навпроти університету (частину пустиря забудовано, а частину — перетворено на парк). 1899 року була перейменована на вулицю Пушкінську, з нагоди 100-річчя від дня народження Олександра Пушкіна.
На вулиці майже повністю збереглася забудова кінця XIX — початку ХХ століття. Лише початкова частина вулиці частково постраждала під час руйнування Хрещатика восени 1941 року та декілька будинків було знищено (№ 1, 2, 3, 4, 6).
У 1870-х роках XIX століття власником усієї парної частини вулиці був Василь Тарновський, який згодом частинами продав величезне землеволодіння. Вулиця належала до першого розряду, тому її забудовували кам'яними фасадними дво- і триповерховими будинками. Наприкінці XIX — а початку XX століття поверховість та щільність забудови збільшилися.
Сучасна назва вулиці з 2022 року, на честь мецената, одного з ініціаторів створення Центральної Ради Євгена Чикаленка. Така пропозиція набрала найбільшу кількість голосів при голосуванні на платформі «Київ Цифровий»

## Пам'ятки архітектури та історично цінні будівлі
- № 11 (1898—1899) — прибутковий будинок
- № 14 (1910—1912) — залізничні каси (арх. Олександр Вербицький).
- № 21 (1900-ті) — прибутковий будинок. До 1920 року його займало Англійське консульство у Києві. У 1920 році будинок було націоналізовано і передано житлокооперації. У 1944 році будинок було заброньовано за співробітниками театру імені Шевченка[5]
- № 22 а (1870-ті) — особняк[6] та садиба Дуніних-Борковських.
- № 33 (1896) — прибутковий будинок.
- № 34 (1875; 1883) — особняк Гарнич-Гарницького[ru].
- № 35 (початок XX століття) — прибутковий будинок.
- № 36 (1875; 1950-ті) — особняк Михайла Ващенка-Захарченка.
- № 45 (1901) — прибутковий будинок.

Будинки № 5, 7 (арх. Д. Дяченко), 8, 9, 10, 11а, 12, 16, 17, 18, 19, 20, 23, 24, 25, 30, 31, 32, 37, 38, 39, 40, 41, 43, 43А споруджені у другій половині XIX — першій третині XX століття.

## Установи та заклади

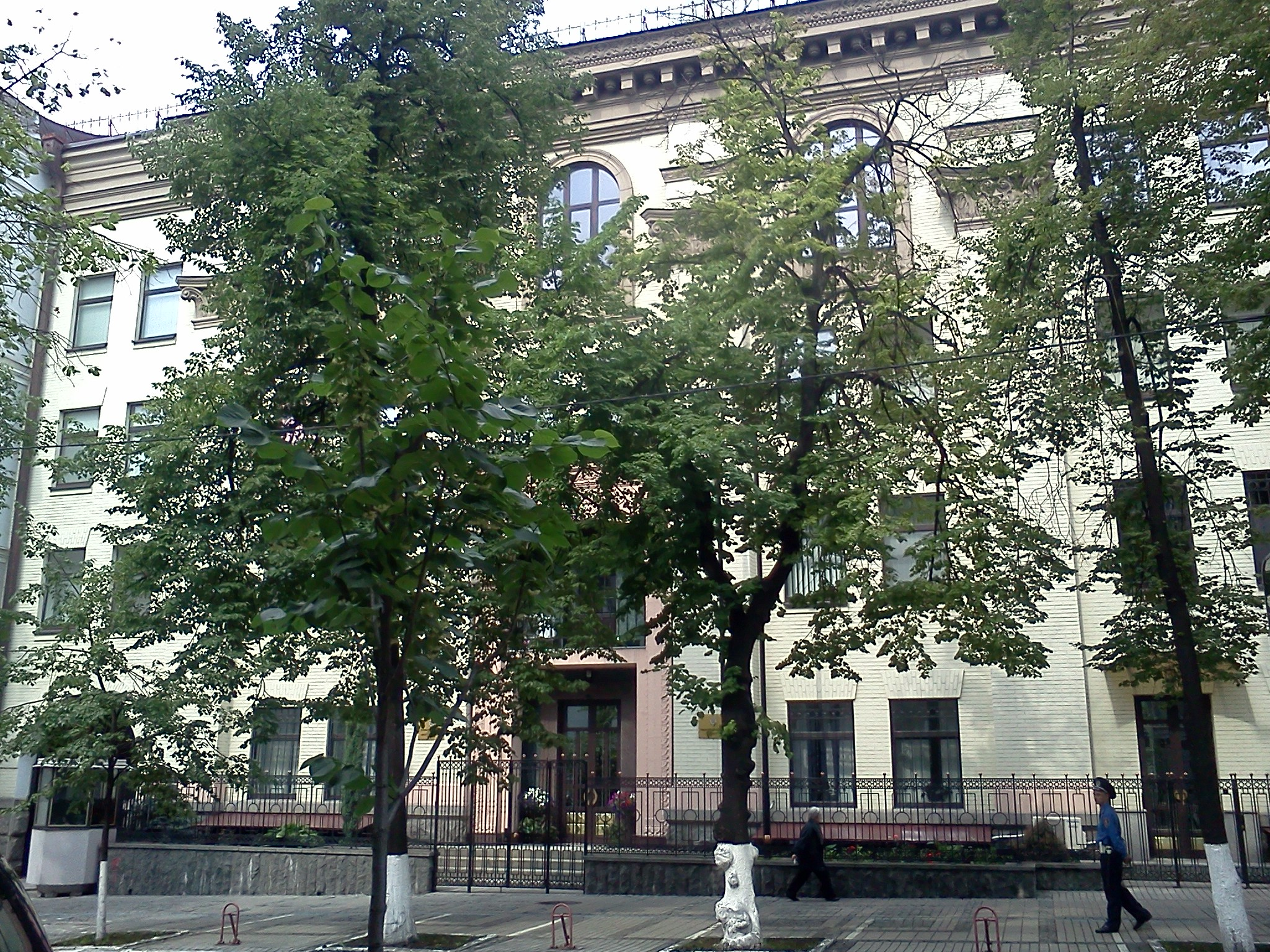
Посольство Туркменістану в Україні

- № 1-3/5 — Кнайп-клуб «Купідон»
- № 6 — Посольство Туркменістану в Україні.
- № 7 — книгарня-кав'ярня «Моя книжкова полиця»
- № 10 — залізничні каси.
- № 11 — посольство Перу.
- № 12А — Бар «KISA»
- № 22А — Київський міський клінічний ендокринологічний центр, кафедра ендокринології НМУ імені О. О. Богомольця.
- № 30 — Товариство Червоного Хреста України, національний комітет.
- № 32 — видавництво «Либідь».
- № 33 — дитячий дошкільний навчальний заклад № 183.
- № 36 — Українська православна церква Київського патріархату, резиденція патріарха.
- № 42/4 — бізнес-центр і банківська установа.
- № 45 — відділення Ощадбанку.

## Особистості

Меморіальна дошка на честь Марії Литвиненко-Вольгемут

- У будинку № 1-3/5 до своєї смерті 18 жовтня 2000 року мешкав науковець-механік Ігор Іщенко.
- У будинку № 2-4/7 з 1957 року до своєї смерті 4 грудня 2004 року мешкав науковець-економіст Іван Лукінов, де на його честь у 2017 році встановлено меморіальну дошку[7].
- У будинку № 4 (не зберігся) знаходилася друкарня Стефана Кульженка.
- У будинку № 5 мешкав художник Олексій Шовкуненко.
- У будинку № 8 мешкав і творив композитор Олександр Білаш, де на його честь встановлено меморіальну дошку.
- У будинку № 11 мешкала письменниця Ірен Немировськи.
- На фасаді будинку № 17 встановлено меморіальну дошку Івану Нечуй-Левицькому (у будинку, що був на цьому місці, письменник мешкав протягом 1889—1910 років).
- У будинку № 20 мешкали артисти Зоя Гайдай, Марія Литвиненко-Вольгемут, Михайло Роменський, Олександр Хвостенко-Хвостов.
- У будинку № 21 мешкав диригент Веніамін Тольба.
- У будинку № 23 мешкали політик і літератор Володимир Винниченко (на його честь встановлено меморіальну дошку), композитор Михайло Вериківський.
- У будинку № 24 до 1917 року перебувало Австро-Угорське консульство в Києві[8].
- У будинку № 35 до 1914 року мешкав професор лінгвістики Університету святого Володимира Федір Кнауер.
- У будинку № 36 мешкали історик, науковець та громадський діяч, директор 1-ї Київської гімназії Микола Стороженко та у 1990-ті роки — Святійший Патріарх всієї України-Руси Володимир Романюк.
- У будинку № 38 мешкала Олександра Сантагано-Горчакова.[9]
- У будинку № 40 упродовж 1890—1919 років мешкав професор класичної філології Університету св. Володимира Юліан Кулаковський.